# バル・エンタープライズ
株式会社バル・エンタープライズ（英称：VAL ENTERPRISE）は、テレビ番組の制作においてテレビドラマの技術専門を行っている制作プロダクションである。

## 事業内容
TV番組・ドラマ・VP等の制作・撮影、音声、照明技術などを行っている。

## 所在地
- 東京都世田谷区桜新町2－22－11　共栄ビル1F
- 1981年（昭和56年）3月30日設立
- 1994年（平成6年）7月改組

## 役員
- 代表取締役: 三ケ尻進
- 取締役：鈴木真二
- 取締役：阿部正美
- 取締役：徳永恭弘

## 所属スタッフ

### 撮影部
撮影
映像調整